# Слипченко, Геннадий Григорьевич
Генна́дий Григо́рьевич Слипче́нко (род. 28 октября 1946, Харьков) — российский военный инженер, конструктор вооружений, лауреат Государственной премии РФ.

## Биография
С 1965 по 1998 год служил в Вооруженных силах СССР и РФ.
Окончил Военную инженерную радиотехническую академию ПВО имени Л. А. Говорова (1970). В 1970-е гг. инженер-испытатель, старший инженер-испытатель полигона ПРО (10 ГНИИП МО). Затем служил в Главном управлении вооружения (ГУВ) войск ПВО.
После выхода в отставку с 1998 г. работает в ОАО "ЦКБ «Алмаз—Антей»: директор по планированию и организации разработок, с 1998 по 2000 год — заместитель генерального директора по планированию и организации разработок, с 2000 — начальник управления заказов и поставок, с 2011 — заместитель генерального директора ОАО "ГСКБ «Алмаз—Антей» по ВТС.
Лауреат Государственной премии РФ в области науки и техники за создание ЗРС С-300 ПМУ1 (1997, в составе коллектива: Б. В. Бункин, А. А. Баранов, В. А. Домарев, В. А. Кашин, Н. Э. Ненартович, А. В. Рязанов, В. С. Селиванов, В. В. Семенов, О. Е. Судейко, Г. Г. Слипченко).
Награждён орденом «За службу Родине в Вооруженных силах СССР» III степени.